# 英国战役奖章
英国战役奖章 授予给在战役中在英国皇家陆军、皇家空军、皇家海军以及其他符合授予标准的军团中服役的人员。

## 20世纪

### 第一次世界大战
在 第一次世界大战 (1914–1918) 期间下列奖章被设立:
- 1914之星奖章
- 1914-15之星奖章
- 英国一战奖章
- 一战胜利奖章
- 商船队奖章
- 1939-1945之星奖章
- 欧洲飞行队之星奖章

## 21世纪
- 伊拉克战争奖章 (2004–2011)